# Khaled Al Hakim

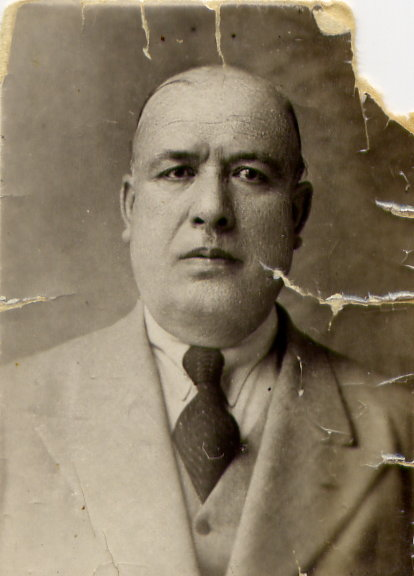
Khaled Al Hakim (1940er-Jahre)

Khaled Al Hakim (auch Khaled al-Hakim; arabisch خالد الحكيم; * 1878 in Homs, Osmanisches Reich; † 1944 in Damaskus) war ein syrischer Diplomat und erster Berater des saudischen Königs Abd al-Aziz ibn Saud.

## Leben
Er war der engste Vertraute des ersten Königs von Saudi-Arabien und zugleich Hauptverantwortlicher in Entscheidungsfragen, wie der Beschaffung militärischen Zubehörs und außenpolitischer Belange in den Pioniersjahren des 1932 gegründeten Golfstaates. Er pflegte Beziehungen zu Joachim von Ribbentrop und anderen hochrangigen deutschen Politikern, da er schon vor dem Ende des osmanischen Reiches  Kontakte zu deutschen Politikern im Zusammenhang mit dem Bau der Hedschasbahn in seiner Eigenschaft als Ingenieur knüpfen konnte.

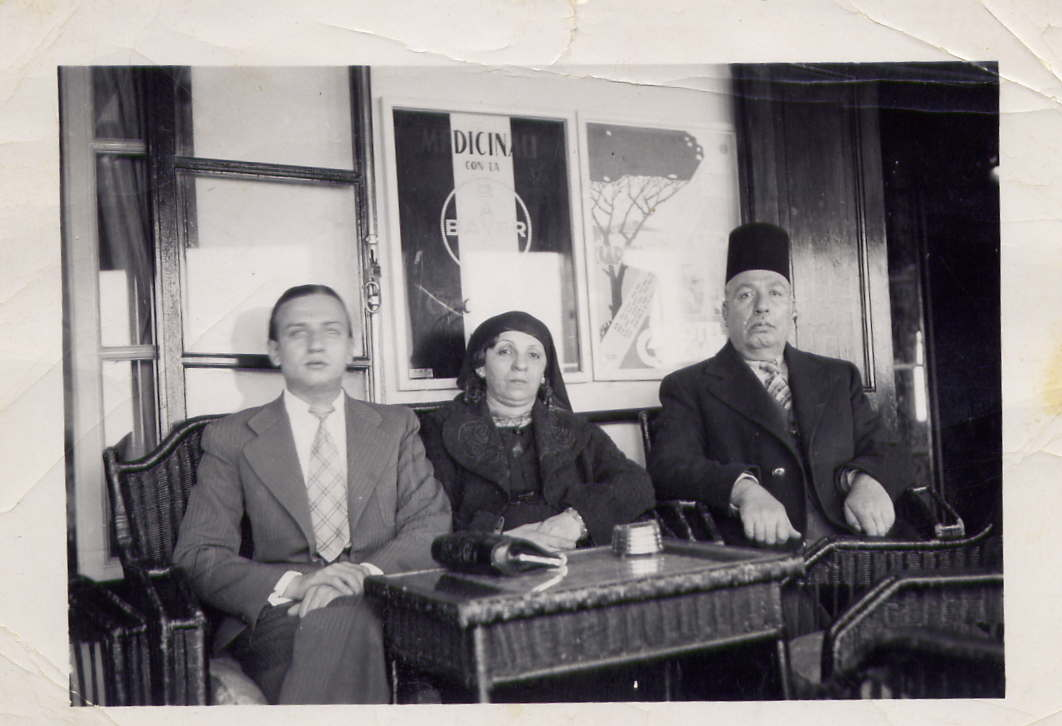
Khaled Al Hakim mit seiner Familie

Als Diplomat sprach er acht Fremdsprachen, darunter fließend Deutsch und Französisch.
In der Zeit während und nach dem Ersten Weltkrieg kämpfte er zunächst gegen die Italiener, die Osmanen und schließlich gegen die französischen Besatzungsmächte bei Tripolis, welche ihn für seine Teilnahme an rebellischen Aktivitäten in Abwesenheit zum Tode verurteilten.
Auf Anfrage des Fürsten der Provinz Nedschd, Abd al-Aziz ibn Saud, verließ er Syrien mit seiner Familie und wurde für seine  Verdienste mit der saudischen Staatsangehörigkeit geehrt.
Heute erinnert eine nach ihm benannte Straße im Stadtteil Ar Rabwah der Hauptstadt Riad an ihn.
Sein Familiensitz befindet sich noch heute im diplomatischen Viertel von Damaskus, Al Muhajrin, in der Nazem Basha Street 20 شارع ناظم باشا. 
Seine Nachkommen leben heute in Saudi-Arabien, den Vereinigten Staaten und in Deutschland.